# Anna-Kristina
L'Anna-Kristina, (ex-Dyrafjeld) est un ancien Hardangerjakt (no) norvégien reconverti en navire-charter et de formation.
Son port d'attache actuel est Bergen en Norvège.

## Histoire
Le Dyrafjeld a été construit en 1889 dans un chantier naval dans le comté de Hordaland, proche de Bergen. C'était à l'origine un cotre à un mât destiné à la pêche, au nord des Lofoten et du comté de Finnmark. Le poisson était salé directement dans la cale. En 1910 il est doté d'un premier moteur.
En 1918 il est reconverti en galéasse à 2 mâts pour servir comme caboteur. À la Seconde Guerre mondiale, le gréement est retiré et son moteur remis à niveau pour continuer le transport de fret jusque dans les années 1970. Il a changé plusieurs fois de propriétaires et d'usage durant cette période.
Endommagé, il est racheté en 1973 pour être rénové et reconverti en navire de plaisance et avec un gréement de ketch aurique. Il reçoit son moteur actuel, prend le nom d'Anna-Kristina et il est relancé en 1981 comme voilier-charter.
En 1987, il part avec dix autres navires qui constitue la reproduction de la First Fleet pour la célébration du 200e anniversaire de la colonisation de l'Australie.
En 1991, il accompagne son sister-ship l'Anna-Rosa pour son dernier voyage jusqu'au port-musée de Douarnenez. Puis il effectue une traversée de l'Atlantique.
Anna-Kristina a participé aux Tall Ships' Races de 1997 et 2000. Il était aussi présent aux Fêtes maritimes de Brest (Brest 2000 et Brest 2008).